# Astrid (nombre)
Astrid es un nombre propio femenino de origen nórdico que significa «belleza y fuerza divina» y «princesa». 
Querida y protegida por todos los dioses.

## Etimología
Proviene del nórdico antiguo, de las palabras "áss" u "oss" (Ás) y "friðr" (belleza/fuerza). La traducción al castellano sería "belleza y fuerza divina".
En griego Astrid significa "La mejor". 
En armenio, Astrid significa además "estrella".

## Variantes
| Lengua    | Variante(s) |
| --------- | --- |
| Alemán    | Ase, Asta, Asteria, Estrid                                                                                       |
| Danés     | Asfrid, Asta, Estrid                                                                                             |
| Feroés    | Ásfrið, Asta, Ásta, Astrið, Ástrið, Estrið                                                                       |
| Finés     | Asta, Asti, Astri, Astril, Estrid                                                                                |
| Húngaro   | Aszti, Asztika, Asztó, Asztóka, Asztrid                                                                          |
| Inglés    | Astrid |
| Islandés  | Ásfriður, Ásta, Ástfríður, Ástríður                                                                              |
| Noruego   | Asfrid, Asta, Astfrid, Astri, Astrine, Estrid, Åsfrid                                                            |
| Polaco    | Astryda |
| Portugués | Ástride, Astride                                                                                                 |
| Sueco     | Asfrid, Asrid, Assa, Assi, Assy, Asta, Astri, Atti, Ätta, Essan, Essi, Essie, Estrid, Etta, Ettan, Sassa, Åsfrid |

|castellano | |Astryd

## Personajes célebres
- Astrid de Bélgica: princesa de Bélgica.
- Astrid de Noruega: princesa de Noruega.
- Astrid de Suecia: reina de Bélgica, esposa de Leopoldo III y madre de Balduino y Alberto II.
- Astrid M. Fünderich: actriz alemana.
- Astrid Kirchherr: fotógrafa y artista alemana.
- Astrid Krombach: judoca alemana.
- Astrid Kumbernuss: atleta alemana.
- Astrid Suárez: introductora del Parchís en Asturias.
- Astrid Lindgren: escritora sueca.
- Astrid Varnay: cantante de ópera sueca.
- Astrid Hadad: Cantante folklórica mexicana.
- Astrid Bergès-Frisbey: Actriz franco-española
- Astrid Carolina Herrera: Actriz y ex Miss Mundo venezolana

## Personajes ficticios
- Astrid Nielsen, personaje protagonista de Bright Minds.
- Astrid, Líder de la Hermandad Oscura en el videojuego Skyrim
- Astrid Hofferson, personaje de la trilogía Cómo entrenar a tu dragón.
- Astrid, personaje de la saga literaria Dark Hunter, de Sherrilyn Kenyon.
- Astrid, protagonista de la película La flor del mal (2002)
- Astrid Farnsworth, personaje de la serie Fringe
- Astrid Vargas, Directora de Arte
- Astrid, hechicera de la Isla del Fuego en el videojuego The Legend of Zelda: Phantom Hourglass
- Astrid, la Líder De Gimnasio de Ciudad Fluxus en el videojuego  Pokémon X&Y
- Astrid Pastor, diosa del olimpo hija de poseidón Mitología
- Astrid Deetz, hija de Lydia Deetz en Beetlejuice Beetlejuice (2024)

## Música
- Hay distintas canciones que usan este nombre, la mayoría del género Indie, y Rock Alternativo.

- Datos: Q167755
- Multimedia: Astrid (given name) / Q167755